# نیکولا مالبرانش
نیکولا مالبرانش (به فرانسوی: Nicolas Malebranche) (زاده ۶ اوت ۱۶۳۸ – مرگ ۱۳ اکتبر ۱۷۱۵) در پاریس به دنیا آمد. پدر او از اعضای دربار و خزانه دار و مادرش از آریستو کرات های خرد بود. او کوچکترین فرزند در یک خانواده بزرگ بود (ده تا سیزده برادر و خواهر به قول منابع مختلف). در سن شانزده سالگی تحصیلات دانشگاهی خود را در دانشگاه پاریس آغاز کرد و در دانش عمومی در سال ۱۶۵۴ فارغ التحصیل شد و پس از آن سه سال در دانشگاه سوربون الهیات خواند. در سال ۱۶۶۰ عضو موسسه فیلیپ مقدس (Oratory of Saint Philip Neri) شد و به مطالعه فلسفه افلاطون و آگوستین ادامه داد و در همین زمان با آثار دکارت آشنا و در همین سال هم کشیش شد. در سال ۱۶۷۴ پروفسور در رشته ریاضی شد و در همان موسسه آموزش می داد. اولین کتاب او با نام «پی‌جویی (در جستو جوی) حقیقت»(De la recherche de la vérité) در سال ۱۶۶۸ نوشته اما به دلیل سانسور تازه در سال ۱۶۷۴ منتشر شد. تلاش او برای رسیدن به سازگاری میان فلسفهٔ دکارت با اعقاید الهیاتی در «رساله در طبیعت و فیض الهی (اخلاق)» (Traité de la nature et de la grâce) در سال ۱۶۸۰ ادامه یافت. این کتاب بر اساس مباحثات وی با آنتونی آرنالد Antoine Arnauld بود که بعد از انتشار به شدت مورد نقد وی قرار گرفت. بعد از راندن طرفداران آرنالد، این کتاب وی در سال ۱۶۹۰ همچون اثر اصلی وی پی جویی در سال ۱۷۰۹ در لیست سیاه پاپ قرار گرفت. نام او البته در فرهنگ فلسفه پیر بل  Pierre Bayle، به عنوان یکی از بزرگترین فیلسوفان عصر خود آمده است. 
اثر دیگر وی «کتاب مصاحبه یک فیلسوف مسیحی و یک فیلسوف چینی در مورد وجود و ماهیت خدا» ۱۷۰۸، 

رئوس عقاید مالبرانش را می‌توان چنین فهرست کرد:
- علت اساسی بدبختی انسان‌ها خطا است و بدی‌های موجود در جهان، نتیجهٔ آن است. تنها با پرهیز از خطا می‌توان به سعادت حقیقی امید داشت.[۱]
- میان نفس و بدن تطابق وجود دارد نه تعامل. حالات نفسانی نسبت به حالات بدنی علیت طبیعی دارند، اما علیت طبیعی تنها به معنای علیت موقعی است نه علیت حقیقی. علل موقعی تنها اعدادی هستند و علیت حقیقی در انحصار خداوند است که علتی فوق طبیعی است.[۱]
- تصورات در ذهن نه از اجسام ناشی می‌شوند نه از نفس ما؛ بلکه انسان همه چیز را در خداوند می‌بیند. به عبارتی شناخت انسان نسبت به امور محسوس با رویت فی‌الّله و پرتوافکنی خداوند به نفس حاصل می‌آید.[۱]
- خداوند به نحو ازلی آفرینش جهان را اراده کرده‌است و عالم قدیم است نه حادث.[۱]